# 詹姆斯·達德里奇

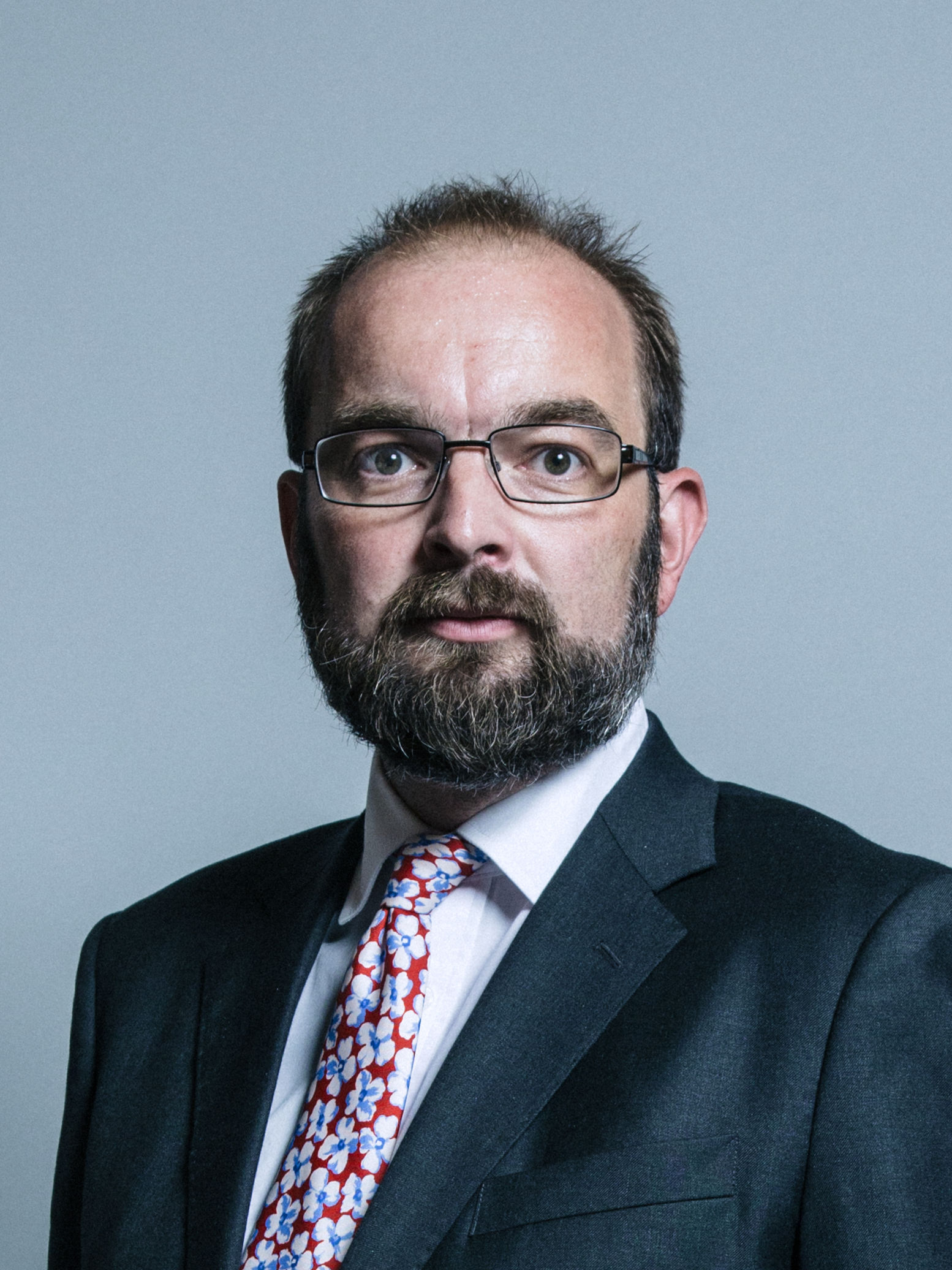

詹姆斯·達德里奇（英語：James Duddridge，1971年8月26日—）是一位英格蘭政治人物，他的黨籍是保守黨。自2005年開始，他擔任羅奇福德和東紹森德選區選出的英國下議院議員。他出生在布里斯托。